# Bossanova
Cet article concerne l'album des Pixies. Pour le style de musique brésilienne, voir Bossa nova.
Albums de Pixies
Doolittle
(1989) Trompe le Monde
(1991)
Singles
Bossanova est le troisième album des Pixies.Il est sorti le 13 août 1990 sur 4AD et a été produit par Gil Norton.

## Historique
Paru en août 1990, cet album fut enregistré à Los Angeles, Burbank et Berlin. Il atteint la 3e place des charts britanniques mais seulement la 70e du Billboard 200.
Il obtient un disque d'or en France et au Royaume-Uni mais échoue aux États-Unis.
Pour la première fois Black Francis est le seul auteur et compositeur de tous les titres de l'album sans contribution de Kim Deal, révélant les tensions naissantes entre les deux leaders.
Le son de l'album est inspiré par la surf music et le space rock avec de nombreuses références aux aliens et aux OVNI, que l'on retrouve dans le disque suivant Trompe Le Monde puis plus tard dans les albums solos de Franck Black.

## Liste des titres
- Tous les titres sont composés par Black Francis sauf indication.

| Édition standard | Édition standard   | Édition standard | Édition standard | Édition standard | Édition standard | Édition standard | Édition standard | Édition standard | Édition standard |
| No               | Titre              | compositeur      | Durée            |                  |                  |                  |                  |                  |                  |
| ---------------- | ------------------ | ---------------- | ---------------- | ---------------- | ---------------- | ---------------- | ---------------- | ---------------- | ---------------- |
| 1.               | Cecilia Ann        | The Surftones    | 2:05             |                  |                  |                  |                  |                  |                  |
| 2.               | Rock Music         | Black Francis    | 1:52             |                  |                  |                  |                  |                  |                  |
| 3.               | Velouria           |                  | 3:40             |                  |                  |                  |                  |                  |                  |
| 4.               | Allison            |                  | 1:18             |                  |                  |                  |                  |                  |                  |
| 5.               | Is She Weird       |                  | 3:01             |                  |                  |                  |                  |                  |                  |
| 6.               | Ana                |                  | 2:09             |                  |                  |                  |                  |                  |                  |
| 7.               | All Over The World |                  | 5:26             |                  |                  |                  |                  |                  |                  |
| 8.               | Dig For Fire       |                  | 3:02             |                  |                  |                  |                  |                  |                  |
| 9.               | Down To The Well   |                  | 2:29             |                  |                  |                  |                  |                  |                  |
| 10.              | The Happening      |                  | 4:19             |                  |                  |                  |                  |                  |                  |
| 11.              | Blown Away         |                  | 2:20             |                  |                  |                  |                  |                  |                  |
| 12.              | Hang Wire          |                  | 2:01             |                  |                  |                  |                  |                  |                  |
| 13.              | Stormy Weather     |                  | 3:26             |                  |                  |                  |                  |                  |                  |
| 14.              | Havalina           |                  | 2:35             |                  |                  |                  |                  |                  |                  |
| 39:45            |                    |                  |                  |                  |                  |                  |                  |                  |                  |

## Crédits
Musiciens
- Black Francis : Chant, Guitare
- Joey Santiago : Guitare
- David Lovering : Batterie, Chant
- Kim Deal : Basse, Chant
  - Avec
- Robert F. Brunner : Thérémine sur Velouria & Is She Weird.

Technique
- Produit par Gil Norton
- Enregistré a Aire, Silverlake & Cherokee studios, Los Angeles - Master Control, Burbank - Hansa Ton Studios,  Berlin.
- Toutes les chansons sont écrites par Black Francis
- Excepté Cecilia Ann, écrit par The Surftones
- Direction artistique et design de l'album : Vaughan Oliver / v23
- Photographies: Simon Larbalestier

## Charts & certifications
Charts album
| Pays        | Durée du classement | Meilleur classement | Date         |
| ----------- | ------------------- | ------------------- | ------------ |
| Royaume-Uni | 8 semaines          | 3e                  | 25 août 1990 |

Cerifications
| Pays        | Ventes    | Certification | Date          |
| ----------- | --------- | ------------- | ------------- |
| France      | 100 000 + | Or            | 23 juin 1997  |
| Royaume-Uni | 100 000 + | Or            | 1er juin 1991 |